# 1963 dans les chemins de fer
Chronologie des chemins de fer
1962 dans les chemins de fer - 1963 - 1964 dans les chemins de fer

## Événements
- Achèvement du Circuit d'essai ferroviaire de Velim en République tchécoslovaque.
- 27 mars, Royaume-Uni : publication du premier rapport Beeching, immédiatement adopté par le gouvernement britannique. En l'espace de dix ans, il va entraîner la fermeture d'un tiers du réseau ferré britannique et la destruction de plus de 300 000 wagons.
- 16 mai, Algérie : création[1] de la Société nationale des chemins de fer algériens détenue à plus de 50 % par l'État Algérien.
- 10 août, France : entrée en service à la SNCF, au dépôt de Chambery, de la première locomotive diesel BB 67000.
- 28 octobre, États-Unis : démolition de la gare de Pennsylvania Station à New York. Cette gare monumentale de style néo-classique, construite en 1910, est remplacée par une station souterraine et laisse la place au Madison Square Garden ouvert en 1968.

## Anniversaires

### Naissances
- x

### Décès
- x